# Clonopsis gallica
Clonopsis gallica é um inseto da ordem Phasmatodea, família Bacillidae.